# Enipo gracilis
Enipo gracilis är en ringmaskart som beskrevs av Addison Emery Verrill 1874. Enipo gracilis ingår i släktet Enipo och familjen Polynoidae. Inga underarter finns listade i Catalogue of Life.